# Aleksander Michał Lubomirski (1642-1675)
Pour les articles homonymes, voir Aleksander Michał Lubomirski et Lubomirski.
Aleksander Michał Lubomirski (1642-1675), prince polonais de la famille Lubomirski staroste de Niepołomicki, Rycki, Lubaczowski, Sandomierz (1636) et de Zator (1639), échanson de la reine (1641), écuyer de la Couronne (1645), voïvode de Cracovie (1668).

## Biographie
Aleksander Michał Lubomirski est le fils de Jerzy Sebastian Lubomirski (1616-1667) et de Konstancja Ligęza (morte en 1648).
Après l'abdication de Jean II Casimir Vasa en 1668, il supporte la candidature de Philippe-Guillaume de Neubourg au trône de Pologne. Il participe à l'élection de Michał Wiśniowiecki en 1669. Il est membre de la Confédération des malcontents en 1672. Il participe à l'élection de Jean III Sobieski en 1674.
Il est propriétaire de deux châteaux (Wiśnicz et Rzemień), trois villes, 120 villages et 57 folwarki (domaines agricoles)

## Mariage et descendance
Il épouse Katarzyna Anna Sapieha. Ils ont un fils:
- Jerzy Aleksander Lubomirski (mort le 14 octobre 1735)

## Sources
- (en) Cet article est partiellement ou en totalité issu de l’article de Wikipédia en anglais intitulé « Aleksander Michał Lubomirski (d. 1677) » (voir la liste des auteurs).

- (pl) Cet article est partiellement ou en totalité issu de l’article de Wikipédia en polonais intitulé « Aleksander Michał Lubomirski » (voir la liste des auteurs).